# Pseudoomphalina
Pseudoomphalina là một chi nấm trong họ Tricholomataceae. Chi này chứa 5 loài phân bố rộng rãi ở các khu vực ôn đới phía bắc.